# Хопёрская
Хопёрская — станица в Тихорецком районе Краснодарского края России.
Административный центр Хопёрского сельского поселения.

## География
Станица находится в степной зоне, на берегах небольшого правого притока реки Челбас, на расстоянии 30 км к юго-востоку от города Тихорецк, административного центра района.

## История
Хутор Хопёрский основан в 1891 году на дополнительном наделе станицы Бекешевской. Преобразован в станицу Хопёрскую не позднее 1908 года.

## Население
| 2002 | 2010  |
| ---- | ----- |
| 1270 | ↘1269 |

## Улицы
| - ул. Алексеенко, - ул. Багова, - ул. Будённого, - ул. Зелёная, | - ул. Калинина, - ул. Комсомольская, - ул. Ленинская, - ул. Маяковского, | - ул. Молодёжная, - ул. Набережная, - ул. Первомайская, - ул. Розовая, | - ул. Советская, - ул. Солнечная, - ул. Тихорецкая, - ул. Школьная. |